# Крюкова Яна Євгенівна
Я́на Євге́нівна Крю́кова (* 1993) — українська та російська дзюдоїстка, майстер спорту Росії міжнародного класу.

## Життєпис
Бронзова призерка першості України-2008 серед кадетів.
Бронзова призерка першості України-2011 серед юніорів.
Переможниця першості по дзюдо серед юніорів України-2012 і 2013.
Переможниця першості серед молоді по дзюдо України-2010 і 2013.
Бронзова призерка України-2013.
Бронзова призерка Росії-2015 та Чемпіонату Росії-2016.
Проживає в місті Тюмень.